# Роберт Угрина
Роберт Угрина (Загреб, 1974) хрватски филмски и позоришни глумац.

## Биографија
Први хит певао је са 5 година на Трешњевачким малишанима, данас глуми у позоришту и на телевизији, запажена му је улога у филму Метастазе (филм) Бранка Шмидта.

## Улоге[2]

### Филмови
| Год.      | Назив                       | Улога                |
| --------- | --------------------------- | -------------------- |
| 1999      | Сунчана страна суботе       |                      |
| 1999      | Четвероред                  | генерал Херенчић     |
| 2001      | Холдинг                     | Аквизитер            |
| 2005      | Снивај, злато моје          | Ладовић 2            |
| 2005      | Што је мушкарац без бркова? | Миљенко              |
| 2005      | Отац                        |                      |
| 2007      | Певајте нешто љубавно       | кум                  |
| 2008      | Није крај                   | полицајац на граници |
| 2009      | Метастазе                   | Кизо                 |
| 2014-2015 | Куд пукло да пукло          | Вјеко                |
| 2016      | Устав Републике Хрватске    | Дамир Пивац          |

### ТВ
- Закон! - Матео Ћирић
- Стипе у гостима - Жак
- Заувек суседи -Сухи Иван
- Бумеранг- мајстор Драго

### Позориште
- Брак из рачуна
- Из Кабула с љубављу
- Како настаје представа
- Радио Тесла
- Све о мушкарцима